# Clematis tomentella
Clematis tomentella är en ranunkelväxtart som först beskrevs av Maximowicz, och fick sitt nu gällande namn av Wen Tsai Wang och L. Q. Li. Clematis tomentella ingår i släktet klematisar, och familjen ranunkelväxter. Inga underarter finns listade i Catalogue of Life.